# 朝陽村駅
朝陽村駅（ちょうようそんえき）は、中華人民共和国湖南省長沙市芙蓉区にある3号線及び6号線の駅。

## 駅構造
- 島式ホーム1面

## 駅周辺
- 朝陽小学
- 人民路立交桥